# Vizcondado de Rostrollano
El vizcondado de Rostrollano es un título nobiliario español, creado el 2 de junio de 1849, por la reina Isabel II de España, a favor de su hermano uterino Agustín Muñoz y de Borbón, hijo de la reina regente María Cristina, viuda y sobrina materna que fue del rey Fernando VII, y de su segundo esposo Agustín Fernando Muñoz y Sánchez, I duque de Riánsares, I marqués de San Agustín y I duque de Montmorot par de Francia (título no reconocido en España).

## Armas
En campo de azur, una faja de plata, con tres ánsares de sabel, picados de gules y puestos en faja. Lema: Regina coeli juvante.

## Vizcondes de Rostrollano
|                        | Titular                                     | Periodo                |
| Creación por Isabel II | Creación por Isabel II                      | Creación por Isabel II |
| ---------------------- | ------------------------------------------- | ---------------------- |
| I                      | Agustín Muñoz y Borbón                      | 1849-1855              |
| II                     | Fernando María Muñoz y Borbón               | 1857-1910              |
| III                    | Fernando Muñoz y Bernaldo de Quirós         | 1911-1913              |
| IV                     | Ana Muñoz y Canga-Argüelles                 | 1917-1921              |
| V                      | Ana María López-Dóriga y Muñoz              | 1928-1984              |
| VI                     | María Cristina de las Alas-Pumariño y Muñoz | 1987-2019              |
| VII                    | Isabel Gistau Retes                         | 2019-actual titular    |

## Historia de los vizcondes de Rostrollano
- Agustín Muñoz y Borbón (Madrid, 15 de marzo de 1837-Rueil-Malmaison, 15 de julio de 1855), I vizconde de Rostrollano,[1] I duque de Tarancón, grande de España,[2] y II marqués de San Agustín.

Sin descendientes, en 9 de abril de 1857, le sucedió su hermano:
- Fernando María Muñoz y Borbón (Palacio Real, Madrid, 27 de abril de 1838-Somió, 7 de diciembre de 1910), II Vizconde de Rostrollano,[1]  II duque de Tarancón,[2] II duque de Riánsares,[3] dos veces grande de España, II marqués de San Agustín, I conde de Casa Muñoz, I vizconde de la Alborada y II duque de Montmorot, par de Francia (título no reconocido en España).

Casó, el 11 de septiembre de 1861 en la iglesia de San Tirso el Real de Oviedo, con Eladia Bernaldo de Quirós y González de Cienfuegos (Oviedo, 18 de febrero de 1839-Gijón, 31 de marzo de 1909), hija de José Bernaldo de Quirós y Llanes Campomanes, VII marqués de Campo Sagrado, y de María Josefa Antonia González de Cienfuegos y de Navia-Osorio. Le sucedió su hijo el 12 de abril de 1911:
- Fernando Muñoz y Bernaldo de Quirós (Somió, 2 de marzo de 1864-Madrid, 30 de marzo de 1913), III vizconde de Rostrollano,[1]  III duque de Riánsares,[3] III marqués de San Agustín, y III duque de Montmorot y par de Francia (título no reconocido em España).

Casó en Santander el 30 de enero de 1890 con Ana de Canga-Argüelles y López-Dóriga (Madrid, 26 de febrero de 1868-23 de agosto de 1942), hija del acaudalado industrial José María de Canga-Argüelles y Villalba, II conde de Canga-Argüelles, diputado a Cortes, senador del Reino vitalicio, y de Joaquina López-Dóriga y Bustamante, natural de Santander. El 30 de marzo de 1917 le sucedió su hija:
- Ana Muñoz y Canga-Argüelles (Roces, 23 de diciembre de 1890-4 de diciembre de 1921), IV vizcondesa de Rostrollano.[1]

Casó con Pablo López-Dóriga y Blanco-Recio (Santander, 5 de abril de 1887-Madrid, 17 de junio de 1982). Le sucedió su hija:
- Ana María López-Dóriga y Muñoz (1912-Madrid, 1984[6]), V vizcondesa de Rostrollano.[7]

Casó con Tomás Gistau y Mazzantini, con quien tuvo siete hijos: Miguel (m. 1985), casado con Isabel Retes, padres de Isabel Ana Gistau Retes, la VII vizcondesa de Rostrollano; Ana (casada con Juan Alfonso Cardenal Pombo); José Luis; Tomás; Beatriz; Enrique; y Marta Gistau López-Dóriga. Tras su fallecimiento en 1984, y tras un litigio con su hijo José Luis, el título pasó, por cesión, a su sobrina segunda:
- María Cristina de las Alas-Pumariño y Muñoz (n. Madrid, 23 de enero de 1982), VI vizcondesa de Rostrollano[11] y III marquesa de Castillejo. Le sucedió por litigio su pariente:

- Isabel Gistau Retes, VII vizcondesa de Rostrollano.[12] La actual titular es hermana del fallecido periodista David Gistau.